# Erythrobarbula
Erythrobarbula là một chi rêu trong họ Pottiaceae.